# Lanz Bulldog

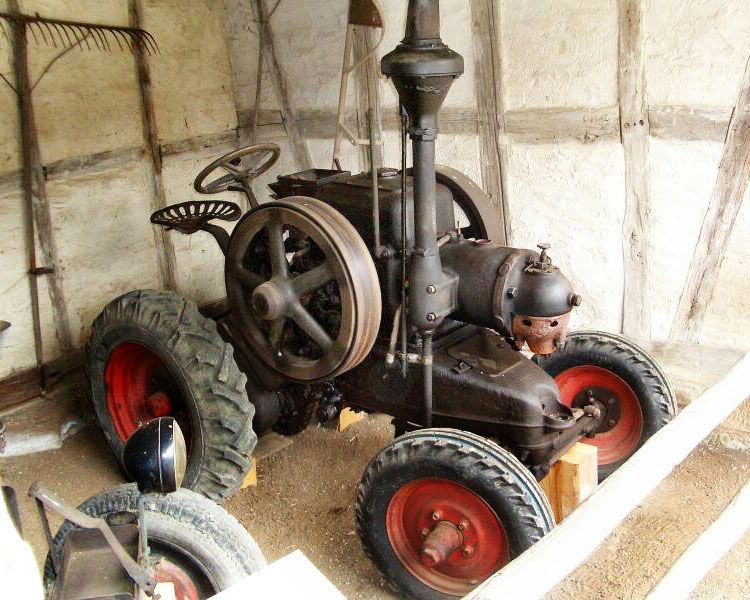
Lanz Bulldog, 1928

Il Bulldog Lanz era un modello di trattore agricolo prodotto dalla Heinrich Lanz AG di Mannheim, nella regione di Baden-Württemberg in Germania. 
La produzione iniziò nel 1921 con svariate versioni di Bulldog. Nel 1956 la Deere & Company ha acquistato la Lanz, utilizzando il nome di "John Deere Lanz" come nuova linea di produzione dei vecchi "Heinrich Lanz". Nel 1960 Deere & Company optò per la chiusura della produzione dei Bulldog ed il nome Lanz cadde in disuso.
Il Bulldog era un trattore poco costoso, semplice e di facile manutenzione. Costituito da un Motore a due tempi con un singolo cilindro orizzontale. Inizialmente il motore era da 6,3 litri e con 12 Cavalli, successivamente venne ingrandito, portandolo a 10,9 litri e con 54 cavalli.

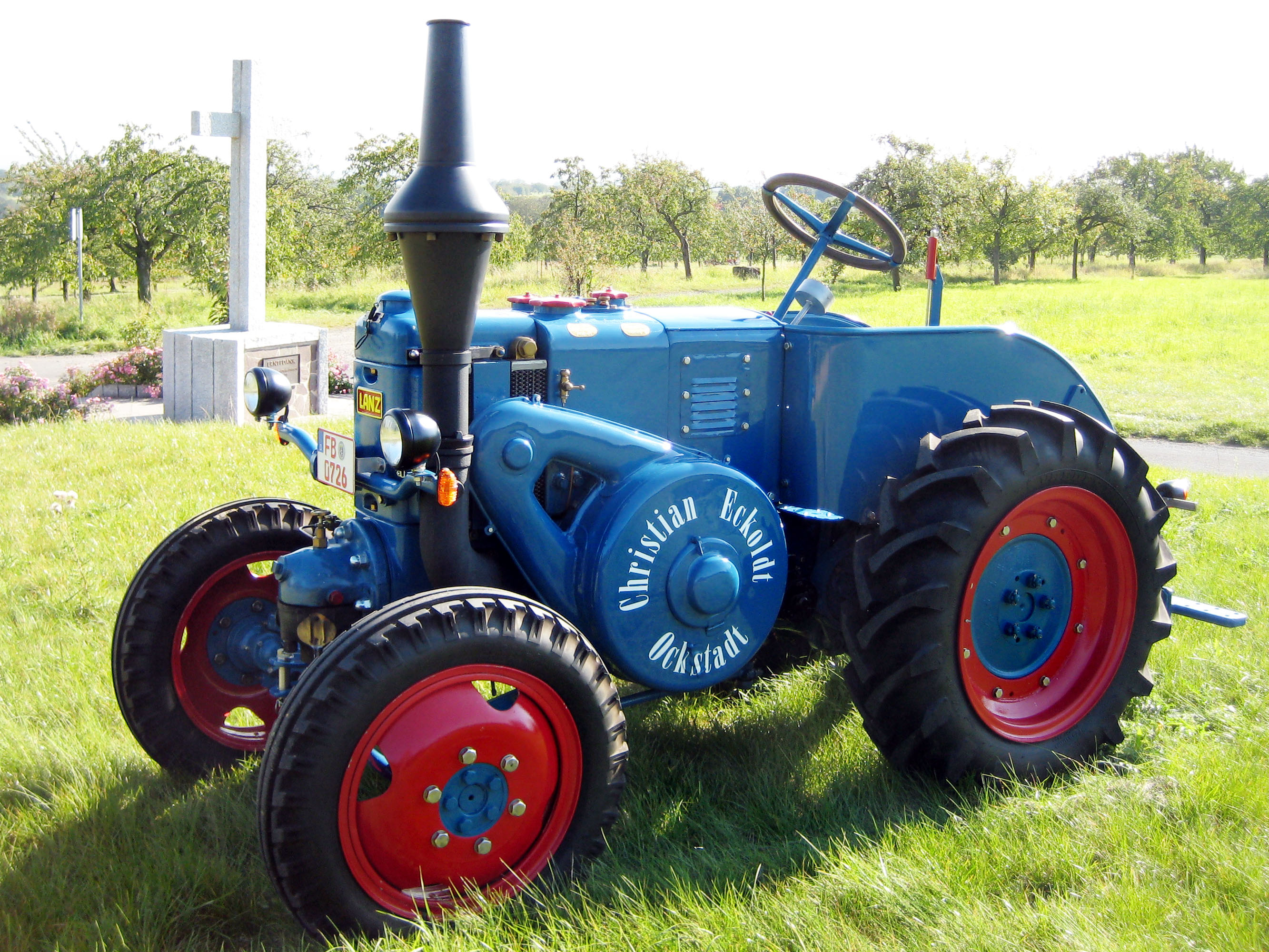
Lanz Bulldog D7506/3, 1939

Il Bulldog è uno dei trattori più diffusi in Germania, con oltre 250.000 unità prodotte nel corso degli anni, per questo venne copiato in altri stati, infatti un trattore simile, venne prodotto anche in Polonia, con il nome di Ursus C-45 e C-451, dopo la seconda guerra mondiale.
Anche in Argentina, venne prodotta una macchina simile, dalla State Industry Company IAME, sotto il nome di "Pampa". La sua produzione è cessata nel 1963, con 2.760 unità prodotte per il mercato locale.
Il Bulldog è anche simile al mezzo agricolo prodotto dalla Marshall Field, marca di trattori inglese.

## Motore
Il motore Bulldog è stato realizzato con diverse cilindrate, con le versioni da 4,8 e 10,3 litri che sono le più comuni.
130 mm × 170 mm, 2256 cm³
140 mm × 170 mm, 2617 cm³
145 mm × 170 mm, 2807 cm³
150 mm × 210 mm, 3711 cm³
160 mm × 190 mm, 3820 cm³
160 mm × 210 mm, 4222 cm³
170 mm × 210 mm, 4767 cm³
190 mm × 220 mm, 6238 cm³
210 mm × 210 mm, 7274 cm³
190 mm × 260 mm, 7372 cm³
225 mm × 260 mm, 10338 cm³

## Galleria d'immagini

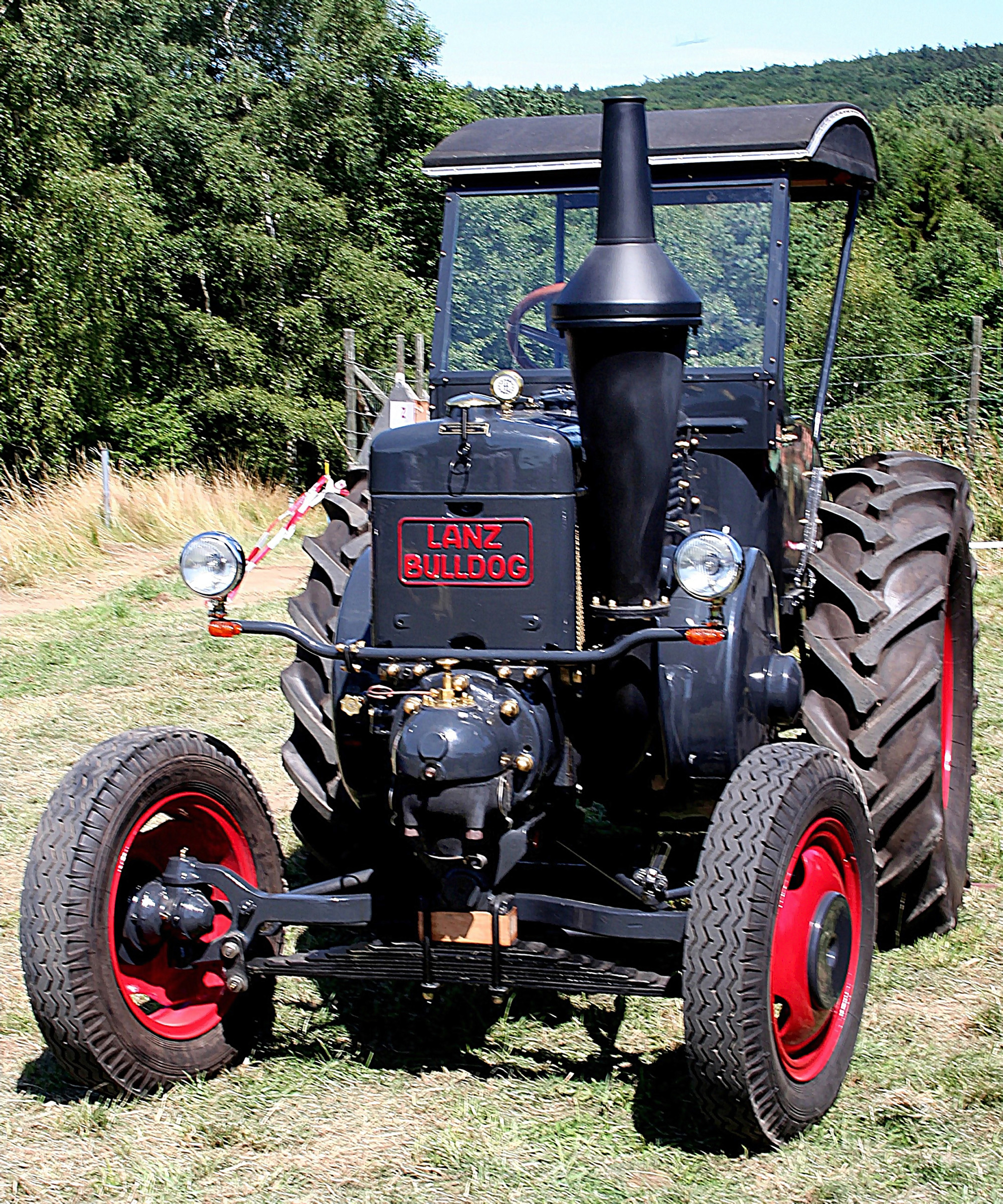
Lanz Bulldog, 1939